# Tabanus fulvissimus
Tabanus fulvissimus är en tvåvingeart som beskrevs av Camillo Rondani 1875. Tabanus fulvissimus ingår i släktet Tabanus och familjen bromsar. Inga underarter finns listade i Catalogue of Life.